# Неута
Неута — река на полуострове Камчатка.
Протекает по территории Быстринского района Камчатского края России.
Длина реки 21 км.
Берёт исток с ледника на южных склонах потухшего вулкана Ичинская Сопка. Протекает в меридиональном направлении, впадает в реку Ича (Кетачан) справа на расстоянии 207 км от её устья.
Название в переводе с эвенского Н’эвтэ — «протока».
Крупнейший приток — Тогар.
По данным государственного водного реестра России относится к Анадыро-Колымскому бассейновому округу.
- Код водного объекта 19080000212120000030096[3]